# Herecura

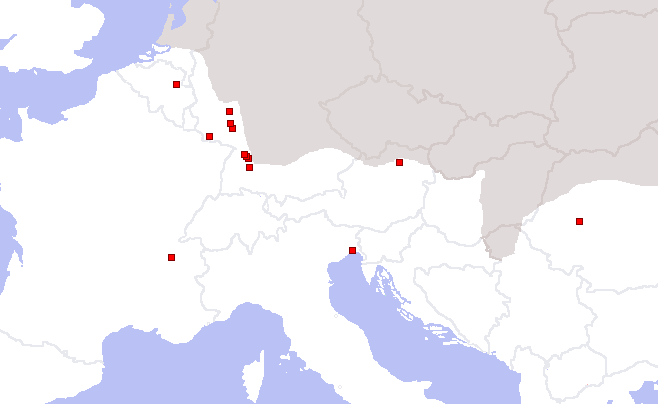
Vindplaatsen van inscripties van Herecura

Herecura (Ook wel Herequra, Erecura, Aerecura, Eracura) was een Keltische godin.
Herecura was oorspronkelijk mogelijk een aardgodin en godin van de vruchtbaarheid uit Noord-Italië of Slovenië, vergelijkbaar met de Romeinse god Silvanus. Zij werd voorgesteld met een cornucopia en appelmanden.
Ze werd in Engeland aanbeden onder de mannelijke of vermannelijkte vorm Aericurus. Aericurus of Aericurius wordt genoemd op een altaarsteen in Northumberland. In Corbridge is hiervan een inscriptie gevonden..
Green beschrijft Aericura als een 'Gallische Hecuba.'
Waarschijnlijk werd ze later de godin van de onderwereld, vergelijkbaar met Persephone of Proserpina uit de Griekse en Romeinse mythologie met wier attributen zij toen meestal werd uitgebeeld. Zij werd ook geassocieerd met de Romeinse god van de onderwereld Dis Pater. Op een beeld afkomstig uit Oberseebach komen zij samen voor, evenals in talloze magische teksten uit Oostenrijk, eenmaal in gezelschap van de hond Cerberus, een andere maal samen met Ogmios (Keltische god der welsprekendheid).
Een andere inscriptie aan haar gericht werd in Stuttgart aangetroffen.
Voorstellingen van haar worden het meest aangetroffen in de streek van de Donau in Zuid-Duitsland en Slovenië. Maar ze komen eveneens voor in Italië, Groot-Brittannië, België en Frankrijk. Inscripties lijken geconcentreerd rond Stuttgart en langs de Rijn.